# Huntingburg
Huntingburg é uma cidade localizada no estado americano de Indiana, no Condado de Dubois.

## Demografia
Segundo o censo americano de 2000, a sua população era de 5598 habitantes.
Em 2006, foi estimada uma população de 6069, um aumento de 471 (8.4%).

## Geografia
De acordo com o United States Census Bureau tem uma área de
9,4 km², dos quais 9,4 km² cobertos por terra e 0,0 km² cobertos por água. Huntingburg localiza-se a aproximadamente 152 m acima do nível do mar.

## Localidades na vizinhança
O diagrama seguinte representa as localidades num raio de 20 km ao redor de Huntingburg.